# Borderline (film, 1930)
Pour les articles homonymes, voir Borderline.
Borderline est un film britannique de 1930, écrit et réalisé par Kenneth Macpherson (en) et produit par le Pool Group (en) à Territet, en Suisse. Ce film muet, avec des intertitres en anglais, est principalement connu pour son traitement de la question controversée des relations interraciales, en utilisant des techniques cinématographiques expérimentales d'avant-garde, et fait aujourd'hui partie intégrante du programme d'étude de la cinématographie moderne.
Le film, qui met en scène Paul Robeson, Eslanda Robeson, Bryher et Hilda Doolittle était à l'origine considéré comme perdu, mais a été découvert, par hasard, en Suisse en 1983. Une copie originale en 16 mm de ce film est maintenant conservée au Donnell Media Center de la bibliothèque publique de la ville de New York. En 2006, le British Film Institute a sponsorisé la restauration du film par la George Eastman House et son éventuelle sortie en DVD avec une bande-son composée par Courtney Pine. Sa première à la galerie Tate Modern de Londres a attiré 2000 personnes. En 2010, le film est sorti avec une bande-son composée par Mallory Johns et interprétée par le Creative Music Orchestra de l'Université d'État du Connecticut du Sud (en). 

## Synopsis
Le film tourne autour d'un triangle amoureux interracial et de ses effets sur les habitants d'une ville. L'histoire se déroule dans une pension de famille occupée par un groupe de jeunes libéraux, hédonistes et sympathisants de la culture noire américaine émergente. Dans ce qui aurait été complètement désapprouvé à l'époque, la tenancière a loué une chambre à un couple de Noirs, Pete Marond et sa femme Adah.
Adah a une liaison avec Thorne, un homme blanc, au grand dam des habitants de la ville et d'Astrid, la femme de Thorne. Pete tente de se réconcilier avec Adah, mais elle décide finalement de le quitter et de quitter la ville. Astrid confronte Thorne à propos de sa liaison et l'attaque avec un couteau. Au cours de la bagarre, Astrid est tuée. Le film se termine par les conséquences du procès de Thorne pour meurtre et la résolution du problème par les habitants de la ville.

## Fiche technique
- Réalisation : Kenneth Macpherson (en)
- Pays d'origine :  Royaume-Uni, 🇨🇭 Suisse
- Scénario : Kenneth Macpherson (en)
- Producteurs : Bryher MacPherson et Kenneth Macpherson (en)
- Société de Production : Pool Group (en)
- Lieu de tournage : Villa Kenwin, Suisse

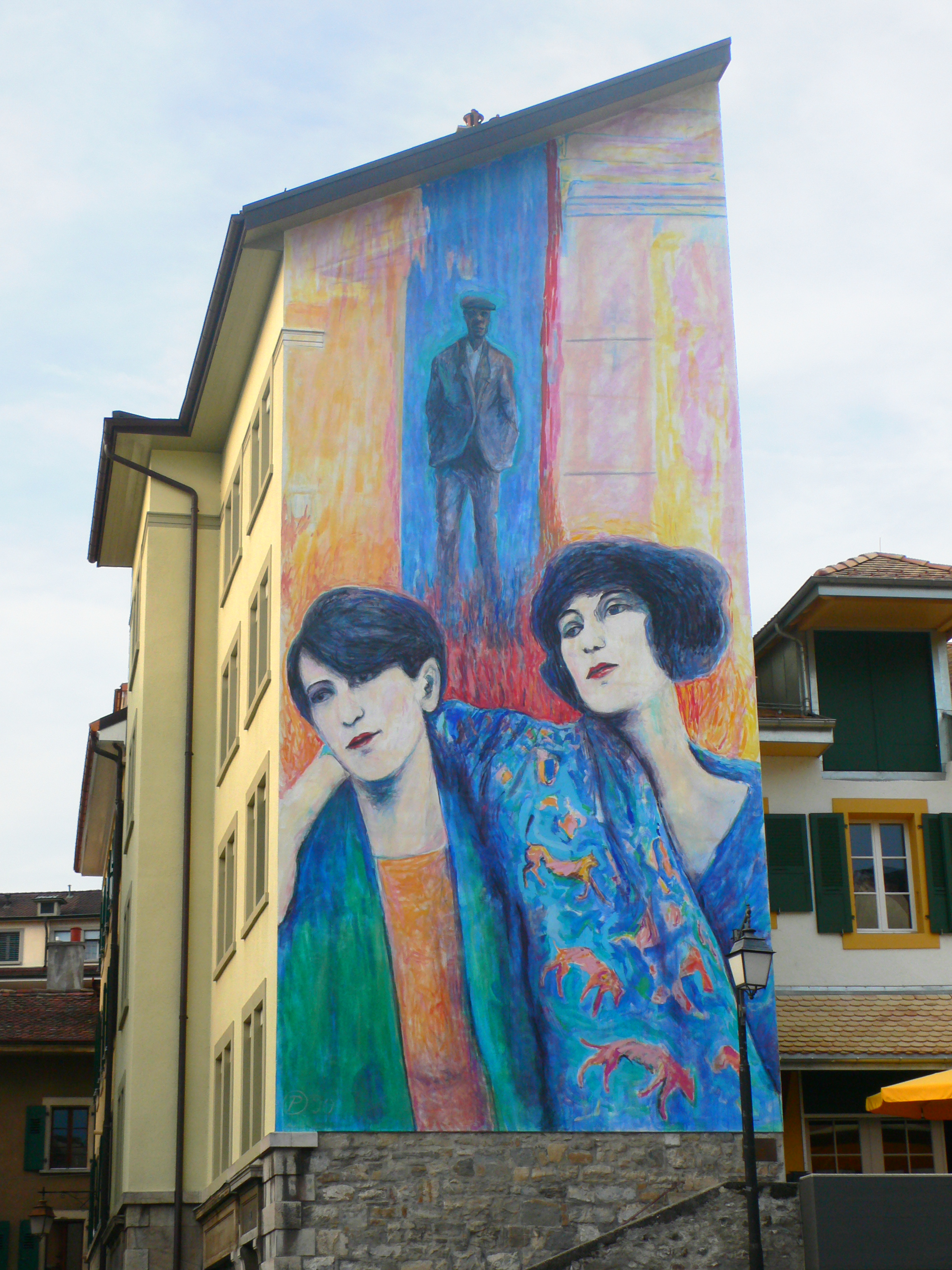
Peinture murale de Denis Perret-Gentil à Vevey, représentant une scène du film, avec le chanteur Paul Robeson en arrière-plan.

- Format : Noir et blanc - muet
- Durée : 63 minutes
- Dates de sortie :
  - Royaume-Uni :13 octobre 1930
  - Belgique : 13 octobre 1930

## Distribution
- Paul Robeson : Pete, l'homme noir
- Eslanda Robeson : Adah, la femme noire
- Hilda Doolittle : Astrid
- Gavin Arthur (en) : Thorne, son mari
- Charlotte Arthur : La barmaid
- Blanche Lewin : La vieille dame
- Winifred Ellerman

## Autour du film
- Le film est redécouvert à la fin des années 1970, et ce n'est qu'en 1983 qu'un négatif original est retrouvé en Suisse par Freddy Buache.
- C'est le seul film encore intact de Kenneth MacPherson[1].
- Une fresque géante représentant une scène du film a été réalisée en 1990 à Vevey par le peintre et sculpteur Denis Perret-Gentil.